# Lincolna sismondini
Lincolna sismondini är en stekelart som först beskrevs av Girault 1931.  Lincolna sismondini ingår i släktet Lincolna och familjen puppglanssteklar. Inga underarter finns listade i Catalogue of Life.